# Amyraldisme
Amyraldisme (of amyraldianisme) is de leer dat God besloot dat Jezus zou sterven voor iedereen die zou geloven, voordat Hij mensen verkoos (predestinatie) om geloof te geven, omdat Hij zag dat niemand uit zichzelf zou geloven. Jezus zou dan gestorven zijn voor iedereen, maar de kracht van de verzoening blijft beperkt tot de mensen die uitverkoren waren tot het geloof, en zo blijft de calvinistische doctrine over de voorbestemming behouden.
Het Amyraldisme is genoemd naar Moses Amyraut, die er, na John Cameron (1580-1625), de verdediger en verspreider van was. Deze leer staat ook bekend als de School van Saumur, omdat Amyraut professor in de theologie was aan deze universiteit, en zijn zienswijze door collega professoren daar gedeeld werd.

## Inhoud en achtergrond
Amyraut’s doel was om het leerstuk van de predestinatie zo voor te stellen dat God liefde daar het grootst in zou blijken. Deze insteek had ook zijn voorganger John Cameron, die door sommige tijdgenoten de meest effectieve bestrijder van de remonstranten genoemd wordt.
Amyraut en zijn medestanders legden de nadruk op de liefde, de welwillendheid en de onvooringenomen rechtvaardigheid die God kenmerken. Ze baseerden zich op de vele passages in de Heilige Schrift die aantonen dat God de hele wereld bemint en dat hij alle mensen wil redden, alsook dat Jezus de kruisdood stierf voor de redding van alle mensen.
De tegenstanders voerden aan dat God niet echt wilde wat nooit zou worden gerealiseerd; dat Hij geen doel kon nastreven zonder hiervoor de nodige middelen te voorzien; dat Hij niet echt een universele redding voorop stelde. Daaruit kwamen ze tot het besluit dat het om een hypothetisch universalisme ging dat gebaseerd was op een onwaarschijnlijke voorwaarde en derhalve een nutteloze abstractie betekende.

## Geschiedenis
Deze vorm van universalisme vond zijn oorsprong bij vroege gereformeerde theologen, zoals Heinrich Bullinger, Wolfgang Musculus, Zacharias Ursinus, en Hieronymus Zanchius. Enkele theologen die de conclusies van de Synode van Dordrecht onderschreven kunnen eveneens als universalisten worden beschouwd, zoals de theologen van Groot-Brittannië en Matthias Martinius uit Bremen.

### Oorsprong conflict (1634)
Het conflict rondom Amyraut ontstond toen hij in 1634 zijn Brief traitté de la predestination et de ses principales dependances het licht deed zien. Dat boek handelt dus over de predestinatie. In het voorwoord schrijft Amyraut dat hij het boek beknopt en met haast geschreven heeft, en dat hij daarom ook geen tijd had om in het Latijn te schrijven maar in het Frans. Zijn doel was om ervoor te zorgen dat de leer die men als zo moeilijk beschouwt (de predestinatie) door allen begrepen kan worden, om aan te zetten tot het beoefenen van de vroomheid en tot troost van de consciëntie.
In een volgend boek haalt hij aan dat hij het boek geschreven heeft voor een Katholieke edelman die gereformeerd geworden was vanwege zijn huwelijk met een gereformeerde vrouw, maar moeite had met het leerstuk.
Initieel stoorde met name Guillaume Rivet zich aan het boek. Hij stimuleerde vervolgens zijn broer André om de pen op te nemen en hiertegen te schrijven. Die voldeed aan dit verzoek, en vroeg tevens ook zijn schoonbroer Pierre du Moulin (Petrus Molinaeus, sinds 1621 hoogleraar aan de Academie van Sedan) om daartegen te schrijven. Ook du Moulin voldeed aan dit verzoek. Notities van zijn lessen deden de ronde waarin hij Amyraut en diens collega Testard de bijnamen Thaumasin en Capiton gaf. Beide werken deden in die tijd overigens de ronde als manuscript en waren niet gedrukt.
Wat de geleerden onder andere stoorde was het feit dat Amyraut in het Frans geschreven had en niet in het Latijn, zodat iedereen kennis kon nemen van zijn meningen. Amyraut en diens medestanders stoorden zich echter aan de hevigheid van de aanvallen van André Rivet en du Moulin.
Ondertussen stemden met name de predikanten uit Charenton (uitgezonderd Charles Drelincourt) in met de zienswijze van Amyraut en riepen zij op tot matiging. Daarnaast vroegen de voorstanders zich af waarom zienswijzen bij Cameron wel getolereerd werden die bij Amyraut niet getolereerd werden. Zij stelden dat Amyraut geen andere gronden leerde dan zijn tegenstanders, maar slechts een andere methode hanteerde.

### Synode van Alençon (1637)
Dit alles was de opmaat naar de synode van Alençon, waar de leer zoals die door Amyraut voorgesteld was inhoudelijk besproken werd. De synode verliep rumoerig, de voorzitter, Benjamin Basnage, had aanvankelijk de voorkeur om heel de zaak af te handelen zonder de aanwezigheid van Amyraut, maar de meerderheid van de synode wees zijn voorstel af, zodat Amyraut, de de la Place en Testard toch gehoord werden.
Tijdens de synode werd geopperd om niet alle bezwaren die ingebracht waren tegen Amyraut in de hele vergadering te bespreken, maar om dit in een kleine commissie te behandelen. Mogelijk lag de verschillende insteek van de kritieken aan dat verzoek ten grondslag. Zo schreef du Moulin dat de leer van Amyraut als twee druppels water op de leer van Arminius leek, terwijl Rivet dit ontkende. Daarnaast hanteerde du Moulin een zo rigoureuze stijl in zijn boek, dat zelfs zijn medestanders daar soms aanstoot aan namen.
Nadat de geschillen in deze commissie besloten waren werd een acte opgesteld waarin bepaalde spreekwijzen niet meer werden toegelaten, zoals bijvoorbeeld dat Jezus Christus voor allen gelijk gestorven is. Want het woord gelijk bleek in dit geval een struikelblok te zijn. Daarnaast moesten Amyraut en zijn medestanders beloven deze onderwerpen niet uit te dragen, en verder werd het allen (zowel Amyraut als zijn bestrijders) verboden om boeken over dit onderwerp uit te geven, tenzij er sprake was van bestrijding uit het buitenland.
Op de besluiten van deze synode volgde een periode van rust, waarin ieder zich aan deze besluiten hield. Deze rust hield echter op toen Amyraut in 1641 zijn Doctrinae Ioannis Calvini de absolute reprobationis decreto defensio uitgaf als weerlegging van een remonstrants boek. Dit was hem gevraagd door de Langle, één van zijn bestrijders op de synode van Alençon, aan wie hij het boek ook opdroeg. Vanuit verschillende kampen werd het boek positief ontvangen. Zelfs André Rivet schreef een brief naar Amyraut om hem te prijzen over dat boek. Guillaume Rivet nam echter aanstoot aan het boek, en zag het als een manier waarop Amyraut zijn eigen gedachten kon promoten. Later beschuldigde ook André Rivet Amyraut ervan dat hij zich door dit boek uit te geven niet gehouden had aan de gemaakte afspraken in Alençon.

### Synode van Charenton (1644/1645)
De Franse koning gaf toestemming om in december van het jaar 1644 een nationale synode te organiseren te Charenton. Op deze synode werd het Amyraldisme niet inhoudelijk besproken, maar werd alleen de vraag beantwoord of Amyraut de afspraken geschonden had die op de synode van Alençon gemaakt waren.
Tijdens deze synode vormden zich drie groepen. De eerste groep was van mening dat de afspraken geschonden waren, de tweede groep niet, en de derde groep richtte zich met name op de vraag hoe dit in de toekomst voorkomen kon worden. Doordat de derde groep zich uiteindelijk bij de tweede groep aansloot werd bij meerderheid besloten dat Amyraut de afspraken van de synode van Alençon niet geschonden had.
Ondertussen was er, voor de synode van Charenton, een nieuwe bestrijder van Amyraut ten tonele verschenen: Frederik Spanheim, professor in de theologie te Leiden. Hij liet zijn studenten theses verdedigen over universele genade, precies dat onderwerp waar volgens de synode van Alençon niet over geschreven mocht worden.
Omdat Spanheim professor in Leiden was, viel hij buiten de gemaakte afspraken van de synode van Alençon. Dat was niet alleen voor hemzelf zo, maar ook Amyraut had de vrijheid gekregen om zich te verdedigen tegen bestrijders uit het buitenland. Dat was dan ook wat Amyraut deed in 1645 toen zijn Dissertationes theologicae quatuor het licht zag. Dit boek wijdde hij aan André Rivet, die daar niet van gediend was. In het derde hoofdstuk van deze dissertaties werd de these van Spanheim weerlegd.
Spanheim zette zich tewerk om een uitgebreide weerlegging van Amyraut’s essay te schrijven. Waar dat van Amyraut slechts 111 pagina’s had telde Spanheim’s Exercitationes de gratia universali 2.444 pagina’s. Vanuit zijn tegenstanders kwam de kritiek dat hij wel erg langdradig werd, en argumenten vaak herhaalde. Ook zijn voorstanders waren niet helemaal gelukkig met de lengte van dit werk, de structuur leek te ontbreken en het was moeilijk leesbaar.
Jean Daillé las en analyseerde het werk van Spanheim, en schreef er een weerlegging op, die hij echter niet uitgaf, maar in zijn studeerkamer bewaarde. Amyraut zelf wist niet goed wat hij ermee aan moest. Het schrijven van een weerlegging die alles stap voor stap zou volgen zou resulteren in een nog dikker werk. Uiteindelijk besloot hij tot het uitgeven van een specimen. In 1648 werd dit boek gedrukt in Saumur, waarna Spanheim opnieuw tewerk ging om een weerlegging te schrijven. Onder andere André Rivet drukte hem op het hart dat hij wat bondiger moest zijn dan in zijn vorige boek.

### De akte van Thouars (1649)
Op 14 mei 1649 kreeg het conflict echter een onverwachte wending. Frederik Spanheim, die nog bezig was met het schrijven tegen Amyraut, overleed onverwachts. Het lot van zijn deels voltooide werk had hij in de handen van André Rivet gelegd. Deze besloot om het reeds bestaande deel van het werk uit te geven, gevolgd door een brief die Spanheim geschreven had, waarin beschreven was hoe de rest van het werk eruit zou zien.
Ondertussen was er een nieuwe partij op het toneel verschenen, de adellijke familie de la Trémoille uit Thouars. Deze hadden als vooraanstaande familie connecties met beide partijen. André Rivet was predikant geweest in Thouars voordat hij professor in de theologie werd. Door de bemiddeling van Henri Charles de la Trémoille werden de belangrijkste deelnemers van de Franse strijdende partijen bijeengebracht, namelijk: Philippe Vincent, Guillaume Rivet en Amyraut zelf.
Op 14 oktober 1649 tekenden zij de akte van Thouars die inhield dat beide partijen toezegden niet meer verder over dit onderwerp te schrijven. Nadat de ondertekening van deze akte bekend gemaakt was, en op verschillende manieren aan André Rivet was meegedeeld, stemde hij daar ook mee in. Amyraut en André Rivet wisselden zelfs weer brieven uit waarin zij hun wederzijds respect betuigden.
Ook het postuum uitgegeven werk van Spanheim kon hier geen verandering in brengen. Amyraut schreef later dat dat niet had ingezien, om zo ook niet in de verleiding te komen daar toch nog op te reageren.

### Synode van Loudun (1659)
Wat echter na de akte van Thouars de rust nog verstoorde was het verschijnen van een boek van Jean Daillé met de naam: Apologia pro duabis Ecclsiarum in Gallia Protestantium Synodis Nationalibus in 1650. Hierop brachten diverse voorstanders van Spanheim individueel weer boeken uit waarin de stellingen van Daillé bestreden werden. Het betrof: Frederik Spanheim jr., Louis du Moulin en Samuel Desmarets. Daarop reageerde Daillé weer in 1657, met zijn Vindiciae pro Apologia.
Dit alles vormde de aanleiding om dit op de synode van Loudun te bespreken. Daillé gaf aan dat het boek zonder zijn medeweten, en zonder zijn toestemming gedrukt was door David Blondel, dat hij het niet had laten drukken, en dat hij slechts zijn tweede boek uitgaf om zich te verdedigen op de reacties tegen zijn eerste boek.
Daarop beloofde hij af te zien van verdere publicatie, waarmee de zaak in Frankrijk was afgedaan, en de rust weerkeerde.

## In Engeland en Schotland in de zeventiende eeuw
John Davenant (1576–1641), die net als Amyrault bij John Cameron in de leer ging, was een Engels afgevaardigde op de Synode van Dordrecht en hij had ook invloed op leden van de Westminster Assembly. Hij promoveerde het hypothetisch universalisme en een algemene boetedoening, de algemene verlossing door het Kruis en een algemene redding onder voorwaarden. De basis van wat de Davenant School werd genoemd, was het principe dat God het universele verlangen had om alle mensen te redden.
Aan de protestantse predikant Richard Baxter werd een vorm van amyraldisme toegeschreven, hoewel hij minder calvinist was dan Amyrault. Hij ontwierp een soort middenweg tussen de gereformeerde, arminiaanse en katholieke doctrines. Het 'rijk Gods' zag hij als iets gelijkend op een wereldlijke organisatie. De dood van Jezus Christus zag hij als een universele redding, waarop God een nieuwe wet had opgesteld, waarbij genade werd verleend aan al wie berouw betoonde.
Het door Richard Baxter in Engeland gepropageerde amyraldisme werd ook populair bij een aantal Congregationalists en Presbyterians in de Amerikaanse kolonies tijdens de zeventiende en achttiende eeuwen.

## Recente tijd
In de Verenigde Staten is amyraldisme aanwezig bij evangelische groepen, zoals de Southern Baptists, deEvangelical Free Church of America, de dispensationalists in de Independent Bible Churches en de Independent Baptist Churches.  
In Australië vindt men bij de anglicanen in het bisdom Sidney veel aanhangers van een 'verzacht' calvinisme.
In Engeland promootte dr. Alan Clifford, predikant van de Norwich Reformed Church, met grote inzet het amyraldisme in de pamfletten die hij in eigen beheer publiceert, zoals in 2004 Amyraut Affirmed. Nochtans blijft het 'Vijf Punten Calvinisme' toonaangevend bij de meer conservatieve protestanten, binnen de anglicaanse en presbyteriaanse kerken.

## Oppositie
Het amyraldisme werd in de 20ste en 21ste eeuw opnieuw onder vuur genomen door calvinistische theologen die argumenteren dat men niet kan aannemen dat Christus stierf voor alle mensen, als ook niet alle mensen gered worden. 
R.C. Sproul, protestants theoloog en predikant, heeft geschreven dat er verwarring bestaat over wat de doctrine van gelimiteerde boetedoening betekent. Volgens hem kan men vier van de vijf basisprincipes van het calvinisme onderschrijven en, als men ze goed begrijpt, men onvermijdelijk als vijfde punt de gelimiteerde boetedoening en redding zal aannemen.